# Larry Page
Lawrence "Larry" Edward Page (East Lansing, Míchigan, 26 de marzo de 1973) es un ingeniero en computación y empresario estadounidense de origen judío, creador junto con Serguéi Brin de Google (Alphabet). Clasificado como la 9.ª persona más rica del mundo. Es conocido por haber creado el algoritmo matemático "PageRank" utilizado en el buscador web de Internet con un crecimiento de 95 %. Entre 2015 y 2019 se desempeñó junto con Serguéi Brin como CEOS de la compañía Alphabet, una macro empresa de software y centros de datos que engloba a Google y otras empresas de su ámbito.

## Biografía
Nació en East Lansing (Míchigan, Estados Unidos), el 26 de marzo de 1973. Es hijo de dos docentes universitarios, Gloria Page, profesora de programación en la Universidad de Míchigan y Carl V. Page, profesor de Ciencias de la Computación e Inteligencia Artificial de la Universidad de Carolina del Norte en Chapel Hill y de la Universidad de Míchigan, un pionero y autoridad en el campo de la inteligencia artificial, prematuramente fallecido en 1996.
Desde los dos años de edad asistió en Lansing a una escuela del método Montessori. Su madre es judía y su abuelo paterno realizó la aliá a Israel, aunque recibió una educación laica y no practica ninguna religión.
La pasión de Page por los ordenadores y la informática empezó a los seis años, y su interés por la tecnología y los inventos a los doce. Su ídolo juvenil fue Nikola Tesla. Siguiendo los pasos de sus padres, y bajo su auspicio, creó Google, una de las empresas más reconocidas que existen actualmente.

## Educación
Page asistió a la Okemos Montessori School (ahora llamada Montessori Radmoor) en Okemos (Míchigan), de los 2 a los 7 años (1975 a 1979). Estudió en el East Lansing High School, donde se graduó en 1991. En la escuela de verano, asistió al Interlochen Center for the Arts en Interlochen (Míchigan), tocando la flauta pero principalmente el saxofón durante dos veranos. 
Se licenció con honores en ingeniería informática por la Universidad de Míchigan en 1995 y obtuvo un máster en ciencias en informática por la Universidad de Stanford en 1998.
Mientras estudiaba en la Universidad de Míchigan, Page creó una impresora de inyección de tinta hecha con ladrillos de Lego (literalmente, un trazador de líneas), después de que pensara que era posible imprimir carteles grandes de forma barata con el uso de cartuchos de inyección de tinta. Page realizó ingeniería inversa del cartucho de tinta y construyó la electrónica y la mecánica para accionarlo. 
Fue presidente del capítulo Beta Epsilon de la sociedad de honor Eta Kappa Nu y miembro del equipo «1993 "Maize & Blue" University of Michigan Solar Car». Cuando era estudiante en la Universidad de Míchigan, propuso que la escuela sustituyera su sistema de autobuses por un «sistema personal de tránsito rápido», que es básicamente un monorraíl sin conductor con vagones separados para cada pasajero. También desarrolló un plan de negocio para una empresa que utilizaría software para construir un sintetizador de música durante ese tiempo.

## Estudios de doctorado e investigación
Tras matricularse en un programa de informática programa de doctorado en la Universidad de Stanford, Page buscaba un tema de tesis y se planteó explorar las propiedades matemáticas de la World Wide Web, entendiendo su estructura de enlaces como un enorme grafo. Su supervisor, Terry Winograd, le animó a seguir adelante con la idea, y Page recordó en 2008 que fue el mejor consejo que había recibido nunca. También se planteó investigar sobre la telepresencia y los coches autónomos durante esta época.
Page se centró en el problema de averiguar qué páginas web enlazaban a una página determinada, considerando el número y la naturaleza de los backlinks información valiosa para la página. El papel de las citas en las publicaciones académicas también sería pertinente para la investigación. Sergey Brin, compañero de doctorado en Stanford, pronto se uniría al proyecto de investigación de Page, apodado "BackRub. "[ Ambos publicaron un trabajo de investigación titulado «The Anatomy of a Large-Scale Hypertextual Web Search Engine», que se convirtió en uno de los documentos científicos más descargados de la historia de Internet en aquel momento.
John Battelle, cofundador de la revista Wired', escribió que Page había razonado que:
[la] Web entera se basaba vagamente en la premisa de la cita: después de todo, ¿qué es un enlace sino una cita? Si pudiera idear un método para contar y calificar cada vínculo de retroceso en la Web, como dice Page "la Web se convertiría en un lugar más valioso."
Además, Battelle describió cómo Page y Brin empezaron a trabajar juntos en el proyecto:
En el momento en que Page concibió BackRub, la web comprendía unos 10 millones de documentos, con un número incalculable de enlaces entre ellos. Los recursos informáticos necesarios para rastrear semejante bestia superaban con creces los límites habituales de un proyecto estudiantil". Sin saber exactamente en qué se estaba metiendo, Page empezó a construir su rastreador. La complejidad y envergadura de la idea atrajeron a Brin. Un polímata que había saltado de proyecto en proyecto sin decidirse por un tema de tesis, encontró fascinante la premisa de BackRub. "Hablé con muchos grupos de investigación" de la facultad, recuerda Brin, "y este era el proyecto más emocionante, tanto porque abordaba la web, que representa el conocimiento humano, como porque me gustaba Larry."

## Carrera en Google
Durante su doctorado en Universidad de Stanford conoció a Serguéi Brin. Juntos desarrollaron y pusieron en marcha el buscador Google, que empezó a funcionar en 1998. Google está basado en la tecnología patentada PageRank, el nombre original del buscador era BackRub en 1997. Se dice que llamaron así al buscador por su semejanza con la palabra googol o gúgol (nombre de un número extremadamente grande, 10 elevado a la 100, o 10100).
El primer artículo que publicó fue aceptado por el periódico científico de ambos sobre Google, "The Anatomy of a Large-Scale Hypertextual Web Search Engine" (1998), figuró pronto entre los diez artículos más citados de todos los tiempos.
Larry Page es ingeniero de computadoras de la Universidad Estatal de Míchigan, con un doctorado en Ciencias de la Computación en la Universidad de Stanford; donde se creó una herramienta para organizar toda la red, con su compañero Serguéi Brin. El germen de Google fue un algoritmo que simulaba a un buscador web y que llamaron, Page Rank más tarde con el que Page escribió el artículo «La anatomía de un motor de búsqueda web hipertextual y enlaza a otro sitios con la comunicación a gran escala», que ha figurado entre los diez artículos más utilizados. Page y Brin fueron nombrados Marconi Fellows en 2004 y han sido ponentes en varios foros académicos, empresariales y tecnológicos internacionales. Larry Page fue nombrado Líder Global para el Futuro del Foro Económico Mundial en 2002, Joven Innovador Que Creará el Futuro por la revista Technology Review, Innovador del Año por la revista Research and Development, y miembro de la Academia Nacional de Ingeniería en 2004; y en 2008, ganó el Premio Príncipe de Asturias de Comunicación y Humanidades, El 19 de agosto Google Inc. saldría a la bolsa de valores bajo el símbolo de NASDAQ:GOOG, con una oferta inicial de 25,7 millones de acciones, y con un rango de precios de 85 a 95 dólares. 
Page fue presidente de Google junto con Serguéi Brin hasta 2001, año en que decidieron contratar a Eric Schmidt.  
El 4 de abril de 2011, Eric Schmidt cesó su actividad como CEO de Google para dar paso a Larry Page.

## Reconocimientos
Page ha dado conferencias en diversos foros internacionales, como el Foro Económico Mundial, la Conferencia de Tecnología, Entretenimiento y Diseño, la Cumbre sobre Tecnología del The Wall Street Journal o el Club Commonwealth. Fue nombrado World Economic Forum Global Leader for Tomorrow (Líder Global para el Futuro del Foro Económico Mundial) en 2002, así como Young Innovator Who Will Create the Future (Joven Innovador Que Creará el Futuro) por la revista Technology Review del MIT. Miembro del National Advisory Committee (NAC) de la Facultad de Ingeniería de la Universidad de Míchigan, fue nombrado Innovator of the Year (Innovador del Año) por la revista Research and Development y fue elegido miembro de la Academia Nacional de Ingeniería en 2004.
En 2004, junto con Brin, recibió el Premio Marconi, y el 24 de octubre de 2008, en nombre de Google, el Premio Príncipe de Asturias de Comunicación y Humanidades.
Su hermano mayor, Carl Victor Jr., fue cofundador de eGroups, más tarde vendido a Yahoo.
El 8 de diciembre de 2007, en la hawaiana isla Necker, se casó con Lucinda (Lucy) Southworth, licenciada en ciencias biomédicas por las universidades de Pensilvania y Oxford.